# Rómulo Gallegos
Rómulo Gallegos Freire (Caracas, 2 agosto 1884 – Caracas, 7 aprile 1969) è stato un politico e scrittore venezuelano.
È stato Presidente del Venezuela dal 17 febbraio al 24 novembre 1948. A lui è dedicato l'omonimo premio letterario istituito dal governo venezuelano nel 1964.
Nel 1909 fondò la rivista letteraria La Alborada.
Dopo un periodo trascorso in esilio in Spagna, a causa del regime oppressivo del generale Gomez, rientrò in Venezuela nel 1936, e dopo aver ottenuto l'incarico di ministro della Pubblica Istruzione, nel 1948 venne eletto alla massima carica dello Stato; ma appena dopo pochi mesi un colpo di Stato lo defenestrò e lo costrinse a fuggire in Messico, dove restò fino al 1958.
Il suo esordio come scrittore risalì al 1913, con una raccolta di narrazioni intitolata Los aventureros, improntata di un gusto realistico.
Nel 1921 scrisse il suo primo romanzo, dal titolo Reinaldo Solar, incentrato sulle illusioni della gioventù venezuelana e sugli inefficaci sforzi di rinnovamento.
Se quattro anni dopo, lo scrittore mostrò, con l'opera La trepadora, di essere entrato in una fase di maturità artistica, nel 1929 realizzò il suo lavoro più significativo: Doña Barbara, vigoroso quadro realistico nel quale si occupa della savana e della sua vita quotidiana primitiva. I due protagonisti in contrapposizione sono Barbara, che rappresenta la sensualità barbara e Santos Luzardo, un medico che personifica la civiltà. Con questo libro Gallegos raggiunse il successo su scala mondiale e si collocò come una delle più originali penne della letteratura ispanoamericana.
Se il romanzo successivo, Cantaclaro del 1934, fu impregnato di un gusto lirico e sentimentale, con Canaima del 1935 Gallegos centrò il suo secondo capolavoro. Il libro descrive la selva tropicale, che simboleggia lo spirito del male.
Nei lavori successivi Gallegos si occupò di temi sempre più legati al sociale e alla sua patria, come quello della guerra civile e quello razziale in El forastero del 1942.
Tra gli ultimi lavori più significativi va citato La brizna de paja en el viento del 1952, che descrive un atto di ribellione accaduto nell'Università dell'Avana.

## Opere
- Rómulo Gallegos. La Rampicante (La Trepadora). Caracas: Edizione a cura di Michele Castelli, Gráficas La Bodoniana, uncopyrighted edition, s. f.
- Rómulo Gallegos. Doña Barbara. Caracas 1929.